# La Copechagnière
La Copechagnière est une commune française située dans le département de la Vendée en région Pays de la Loire.

## Géographie
Le territoire municipal de La Copechagnière s’étend sur 990 hectares. L’altitude moyenne de la commune est de 23 mètres, avec des niveaux fluctuant entre 64 et 82 mètres,.
|                         |                  | Les Brouzils |
|                         | La Copechagnière |              |
| Saint-Denis-la-Chevasse |                  | Chauché      |

### Climat
Pour des articles plus généraux, voir Climat des Pays de la Loire et Climat de la Vendée.
En 2010, le climat de la commune est de type climat océanique altéré, selon une étude du CNRS s'appuyant sur une série de données couvrant la période 1971-2000. En 2020, Météo-France publie une typologie des climats de la France métropolitaine dans laquelle la commune est exposée à un climat océanique et est dans la région climatique  Bretagne orientale et méridionale, Pays nantais, Vendée, caractérisée par une faible pluviométrie en été et une bonne insolation. 
Pour la période 1971-2000, la température annuelle moyenne est de 11,9 °C, avec une amplitude thermique annuelle de 13,9 °C. Le cumul annuel moyen de précipitations est de 830 mm, avec 12,8 jours de précipitations en janvier et 6,6 jours en juillet. Pour la période 1991-2020, la température moyenne annuelle observée sur la station météorologique de Météo-France la plus proche, « St-Fulgent_sapc », sur la commune de Saint-Fulgent à 13 km à vol d'oiseau, est de 12,6 °C et le cumul annuel moyen de précipitations est de 815,9 mm,. Pour l'avenir, les paramètres climatiques de la commune estimés pour 2050 selon différents scénarios d'émission de gaz à effet de serre sont consultables sur un site dédié publié par Météo-France en novembre 2022.

## Urbanisme

### Typologie
Au 1er janvier 2024, La Copechagnière est catégorisée bourg rural, selon la nouvelle grille communale de densité à sept niveaux définie par l'Insee en 2022.
Elle est située hors unité urbaine. Par ailleurs la commune fait partie de l'aire d'attraction de La Roche-sur-Yon, dont elle est une commune de la couronne,. Cette aire, qui regroupe 45 communes, est catégorisée dans les aires de 50 000 à moins de 200 000 habitants,.

### Occupation des sols
L'occupation des sols de la commune, telle qu'elle ressort de la base de données européenne d’occupation biophysique des sols Corine Land Cover (CLC), est marquée par l'importance des territoires agricoles (72,7 % en 2018), en diminution par rapport à 1990 (74,7 %). La répartition détaillée en 2018 est la suivante : 
terres arables (46,9 %), zones agricoles hétérogènes (19 %), forêts (19 %), zones urbanisées (8,3 %), prairies (6,8 %). L'évolution de l’occupation des sols de la commune et de ses infrastructures peut être observée sur les différentes représentations cartographiques du territoire : la carte de Cassini (XVIIIe siècle), la carte d'état-major (1820-1866) et les cartes ou photos aériennes de l'IGN pour la période actuelle (1950 à aujourd'hui).

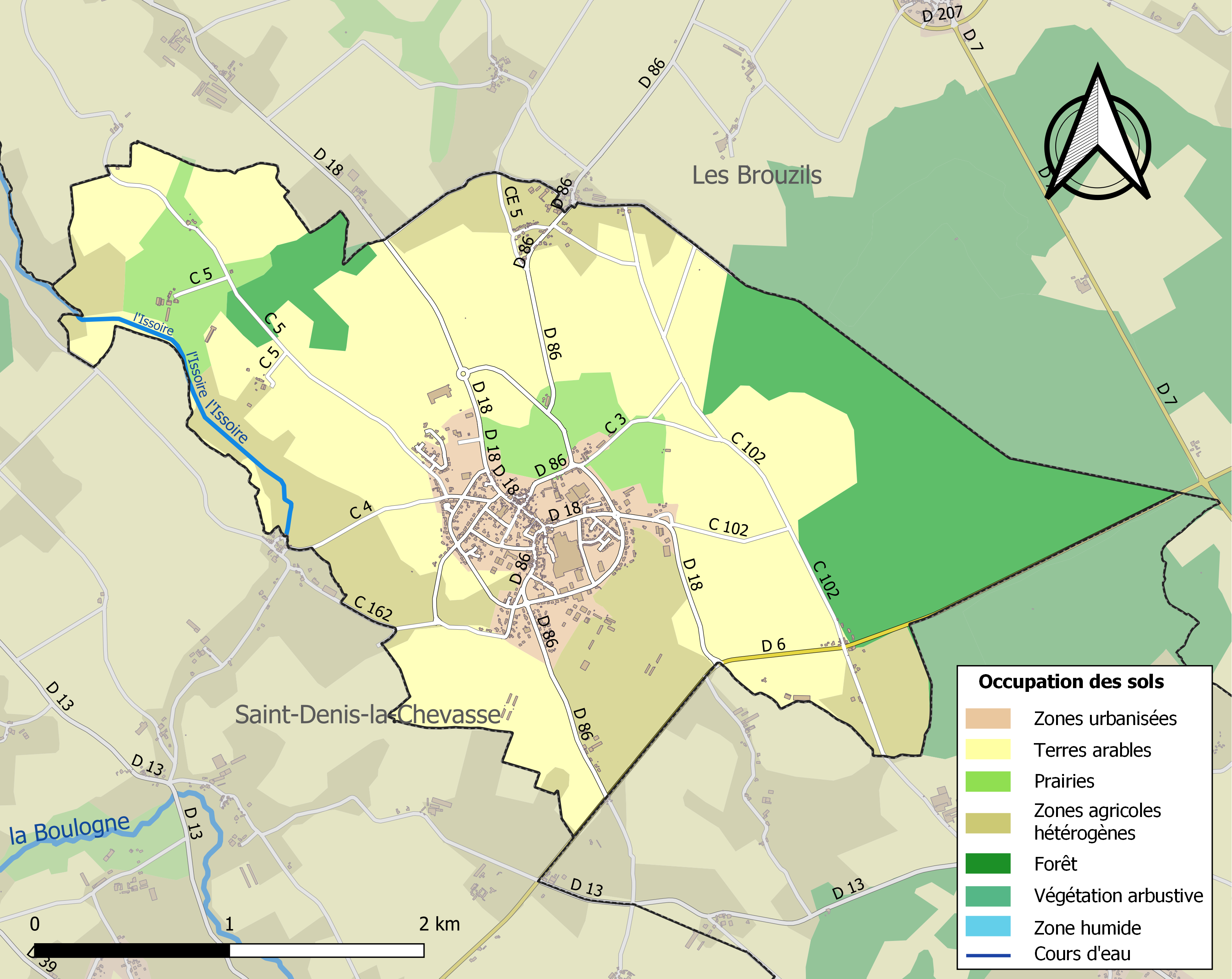
Carte des infrastructures et de l'occupation des sols de la commune en 2018 (CLC).

## Toponymie
En poitevin, la commune est appelée La Copechagnére.

## Histoire
Voici de larges extraits d’un document conservé à la maison paroissiale de la Copechagnière, datant sans doute  début du XXe siècle, car on lit, qu’au moment de sa rédaction, il y avait une école communale de garçons et de filles, ainsi qu’une école libre de filles.
Population à l’époque : 415 habitants pour une superficie de 977 hectares. Altitude : 80 mètres au sud et 75 mètres au nord de la Gendrelière.
Foire : le 18 octobre - Assemblée : le jour de l’Ascension.
Perception : les Brouzils - Poste et Télégraphe : les Brouzils.
Au Moyen Âge, la Copechagnière possédait un monastère de bénédictins, c'est-à-dire de l’ordre de saint Benoît, comme le sont aujourd’hui les moines de Ligugé, près de Poitiers. L’église connue depuis le XIIIe siècle a été  restaurée au XIVe siècle, puis reconstruite en 1886. La cure était à la nomination du prieur des Brouzils. En 1533, il y avait huit prêtres, une chapellenie et une stipendie. Au XVIIIe siècle, il y avait deux chapelles, celle des Maunayer et celle des Texier.
Produits : culture de la vigne et des céréales – élevage de bestiaux – deux tuileries briqueteuses –
La paroisse, forestière et agricole, s’appela d’abord : « la Chaignée », c'est-à-dire la forêt de Chênes. Vers 1246 on défricha la Chaignée, sur la rive droite du Bouvray, à l’est du bourg. (archives du Temple Mauléon) ». Jusqu’au XIIIe siècle le nom d’origine est : Chaignière ou Chagnière. Au XIVe siècle dans le « Grand Gauthier » il y a également Coppechénière.
En 1533, le manuscrit de Luçon écrit :  Cuppa Chagnéria. (coupe chaignière). En 1648 le pouillé d’Alliot dit Copechanière, car en parler local, couper se dit « coper » et chêne se dit « châgne ».
Les guerres de Religion au XVIe siècle : la Copechagnière étant privée de tout moyen de communication facile,  le protestantisme y fut importé de bonne heure par les tanneurs de la paroisse en relation avec la Rochelle. Les Fontenelle de la Viollière, les Durcat de Puytesson, les Marchigay et les Guyard s’y distinguèrent par leur intolérance.

## Héraldique
| Blason | Blasonnement : D'argent à un arbre au naturel terrassé de sinople, sur le tout de gueules au lion d'or. |

## Politique et administration

### Liste des maires
| Période                                  | Période               | Identité                      | Étiquette | Qualité                   |
| ---------------------------------------- | --------------------- | ----------------------------- | --------- | ------------------------- |
| Les données manquantes sont à compléter. |                       |                               |           |                           |
| avant 1949                               | mars 1971             | Bernard de Buor de Villeneuve |           |                           |
| mars 1971                                | décembre 1989 (décès) | Jean-Claude Audureau          |           |                           |
| janvier 1990                             | mars 2001             | Louis Roy                     |           | Directeur d'école         |
| mars 2001                                | 18 mai 2020           | Jean-Claude Bonnaudet,        | DVD       | Cadre industriel retraité |
| 18 mai 2020                              | En cours              | Annie Nicolleau               |           | Cadre bancaire            |

## Population et société

### Démographie

#### Évolution démographique
L'évolution du nombre d'habitants est connue à travers les recensements de la population effectués dans la commune depuis 1800. Pour les communes de moins de 10 000 habitants, une enquête de recensement portant sur toute la population est réalisée tous les cinq ans, les populations de référence des années intermédiaires étant quant à elles estimées par interpolation ou extrapolation. Pour la commune, le premier recensement exhaustif entrant dans le cadre du nouveau dispositif a été réalisé en 2007.

En 2022, la commune comptait 1 047 habitants, en évolution de +5,97 % par rapport à 2016 (Vendée : +5,33 %, France hors Mayotte : +2,11 %).
| 1800 | 1806 | 1821 | 1831 | 1836 | 1841 | 1846 | 1851 | 1856 |
| ---- | ---- | ---- | ---- | ---- | ---- | ---- | ---- | ---- |
| 338  | 274  | 385  | 401  | 409  | 391  | 403  | 430  | 457  |

| 1861 | 1866 | 1872 | 1876 | 1881 | 1886 | 1891 | 1896 | 1901 |
| ---- | ---- | ---- | ---- | ---- | ---- | ---- | ---- | ---- |
| 468  | 503  | 501  | 468  | 486  | 491  | 534  | 547  | 520  |

| 1906 | 1911 | 1921 | 1926 | 1931 | 1936 | 1946 | 1954 | 1962 |
| ---- | ---- | ---- | ---- | ---- | ---- | ---- | ---- | ---- |
| 519  | 496  | 445  | 403  | 395  | 377  | 392  | 421  | 517  |

| 1968 | 1975 | 1982 | 1990 | 1999 | 2006 | 2007 | 2012 | 2017 |
| ---- | ---- | ---- | ---- | ---- | ---- | ---- | ---- | ---- |
| 557  | 573  | 639  | 672  | 672  | 786  | 802  | 939  | 999  |

| 2022  | - | - | - | - | - | - | - | - |
| ----- | - | - | - | - | - | - | - | - |
| 1 047 | - | - | - | - | - | - | - | - |

#### Pyramide des âges
En 2018, le taux de personnes d'un âge inférieur à 30 ans s'élève à 39,9 %, soit au-dessus de la moyenne départementale (31,6 %). À l'inverse, le taux de personnes d'âge supérieur à 60 ans est de 15,8 % la même année, alors qu'il est de 31,0 % au niveau départemental.
En 2018, la commune comptait 513 hommes pour 499 femmes, soit un taux de 50,69 % d'hommes, légèrement supérieur au taux départemental (48,84 %).
Les pyramides des âges de la commune et du département s'établissent comme suit.
| Hommes | Classe d’âge | Femmes |
| ------ | ------------ | ------ |
| 0,0    | 90 ou +      | 0,4    |
| 2,7    | 75-89 ans    | 6,6    |
| 11,9   | 60-74 ans    | 10,1   |
| 21,0   | 45-59 ans    | 20,2   |
| 24,3   | 30-44 ans    | 22,9   |
| 14,6   | 15-29 ans    | 12,2   |
| 25,4   | 0-14 ans     | 27,6   |

| Hommes | Classe d’âge | Femmes |
| ------ | ------------ | ------ |
| 0,8    | 90 ou +      | 2,2    |
| 8,7    | 75-89 ans    | 11,1   |
| 20,3   | 60-74 ans    | 21,3   |
| 20     | 45-59 ans    | 19,4   |
| 17,5   | 30-44 ans    | 16,8   |
| 15     | 15-29 ans    | 13,2   |
| 17,7   | 0-14 ans     | 16,1   |

## Lieux et monuments
- Église Saint-Jean-l'Évangéliste.

## Personnalités liées à la commune
- Pierre Rezeau (1764-1813), général de la division de Montaigu, dans l'armée de Charette pendant la guerre de Vendée.
- Paul Vachon (c. 1630-1703), notaire royal au Québec, ancêtre des Vachon et des Pomerleau d'Amérique[23].